# 小倉信近

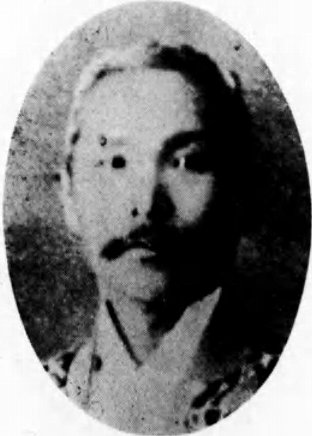
小倉信近

小倉 信近（おぐら のぶちか、1849年5月14日（嘉永2年4月22日）- 1926年（大正15年）10月1日）は、明治期の政治家、官僚。衆議院議員、官選県知事。

## 経歴
出羽国南置賜郡米沢上花沢中町において米沢藩士の家に生まれる。明治5年（1872年）、海軍少尉となる。1876年、愛知県三等警部に転じた。以後、石川県警部長、徳島県警部長、青森県警部長、検事、警視庁警視、警視総監官房第一部長などを歴任。
1896年4月、福島県知事に就任。同年12月に同知事を退任。1897年6月14日、台湾嘉義県知事に就任し、1898年3月15日まで在任した。
1898年8月、第6回衆議院議員総選挙に山形県第二区から憲政党に所属して出馬し当選。任期中の1900年11月12日に議員を辞職した。
1900年2月、三重県知事に就任。同年10月、群馬県知事に転じ、1901年4月2日まで在任し司法省官房長となる。同年6月5日、司法省官房長を病のため辞任した。
その後、教科書疑獄事件で官吏収賄罪に問われ、重禁錮2ヶ月の判決を受ける。これにより従四位返上を命じられ、勲四等及び明治二十七八年従軍記章を褫奪された。

## 栄典
- 1895年（明治28年）10月31日 - 勲五等双光旭日章[13]
- 1901年（明治34年）6月27日 - 勲四等瑞宝章[14]
  - 1904年（明治37年）5月6日褫奪